# Katedra Matki Boskiej Libańskiej w Paryżu
Katedra Matki Boskiej Libańskiej (fr. Cathédrale Notre-Dame-du-Liban) – neogotycka świątynia w 5. dzielnicy Paryża, siedziba maronickiej eparchii Matki Boskiej Libańskiej w Paryżu. 

## Historia
Świątynię wzniesiono w 1894 roku według projektu Julesa-Godefroy Astruca. Pierwotnie posiadała funkcję kościoła przeznaczonego dla uczniów jezuickiej szkoły Sainte-Geneviève. Zakonnicy opuścili miasto w 1905 roku, przenosząc się do Wersalu – tym samym placówkę zlikwidowano. W 1915 budowlę przekazano Kościołowi maronickiemu, 16 lipca tegoż roku świątynię konsekrowano pod wezwaniem Matki Boskiej Libańskiej. 

## Architektura
Świątynia neogotycka, jednonawowa, z rzędem surowo udekorowanych kaplic bocznych po obu stronach, nad którymi znajdują się niewielkie empory. Absydę zdobią witraże autorstwa Émile'a Hirscha.

## Galeria

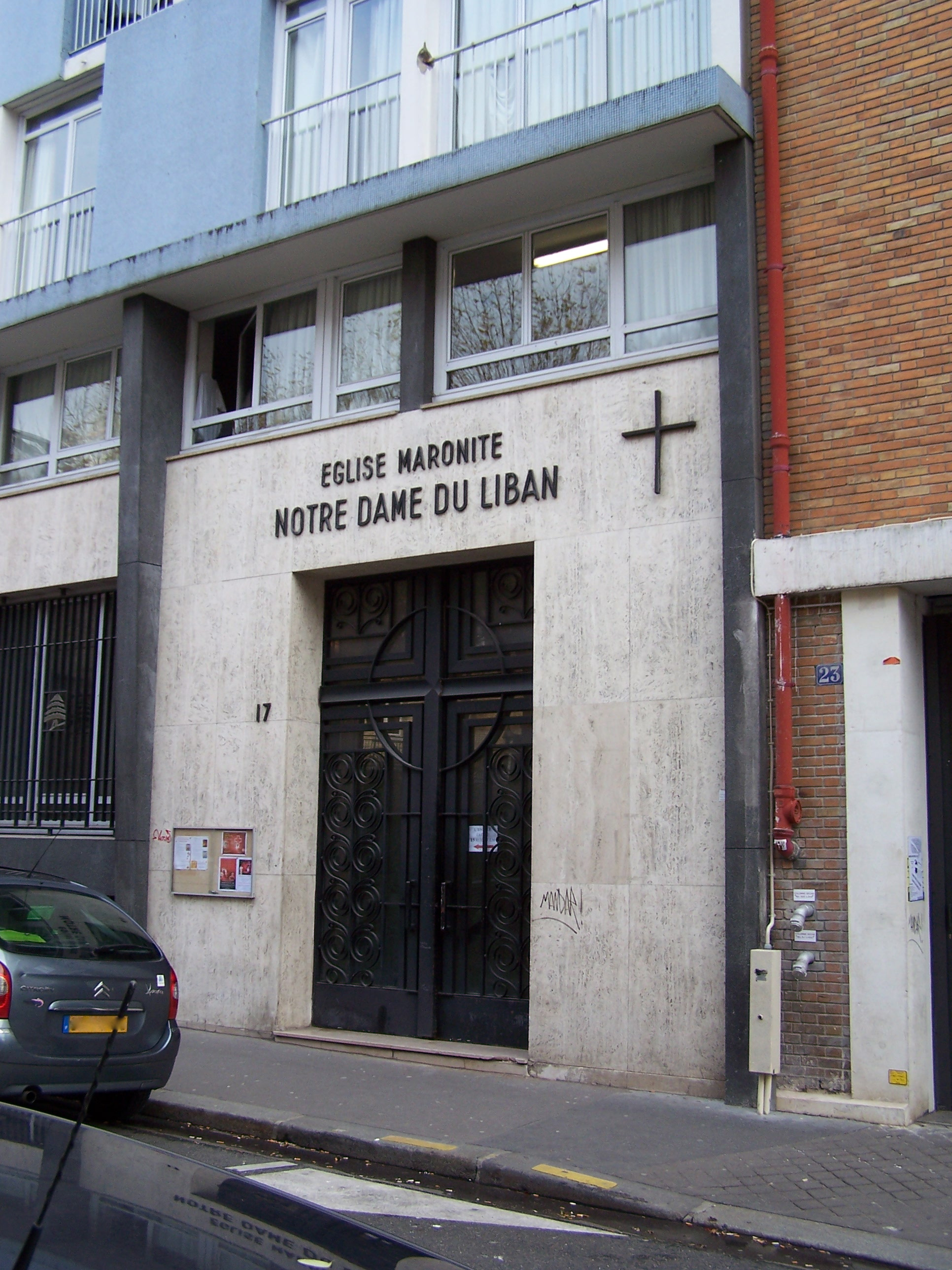
Wejście do kościoła od strony Rue d'Ulm
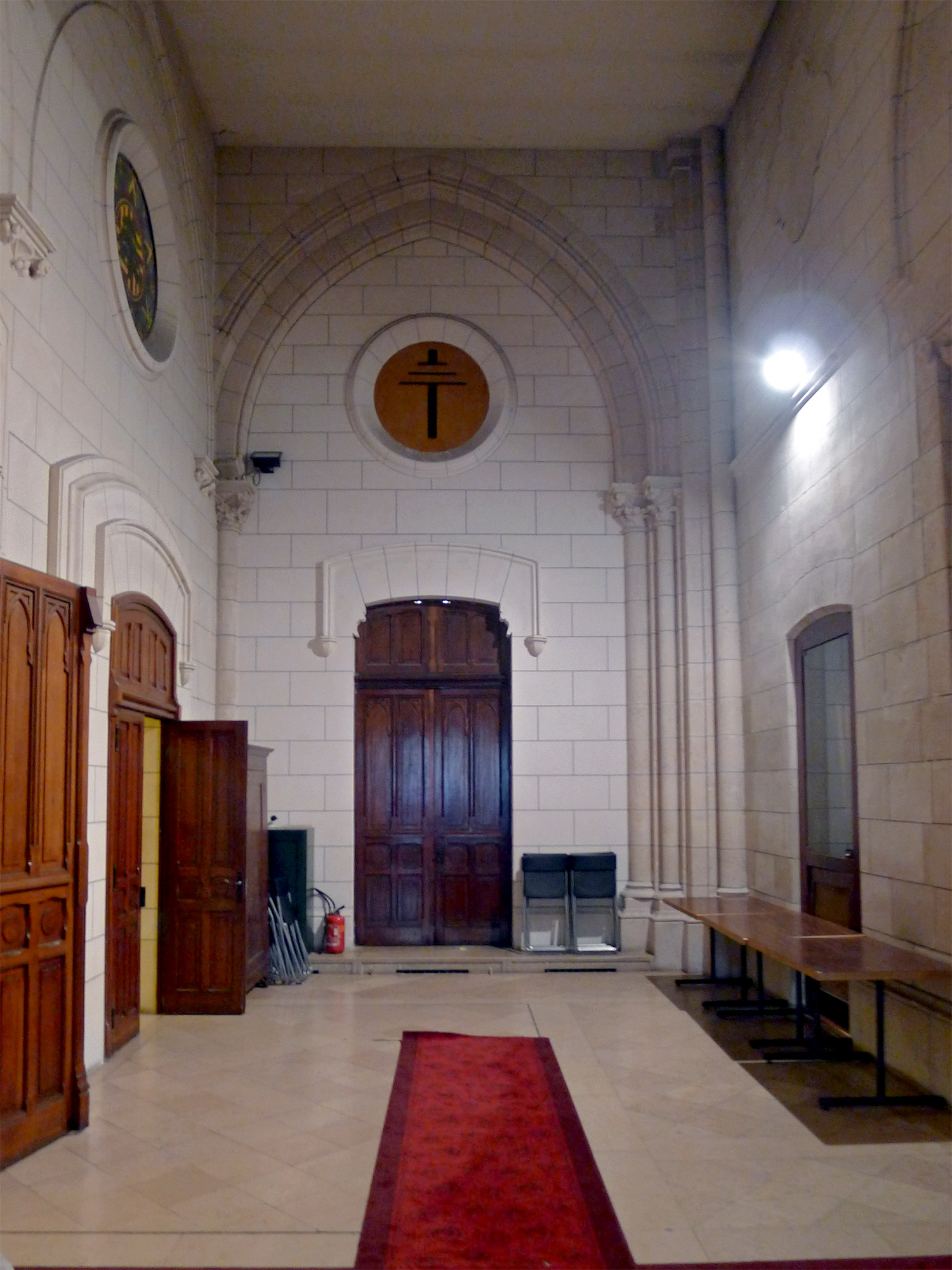
Wnętrze kruchty
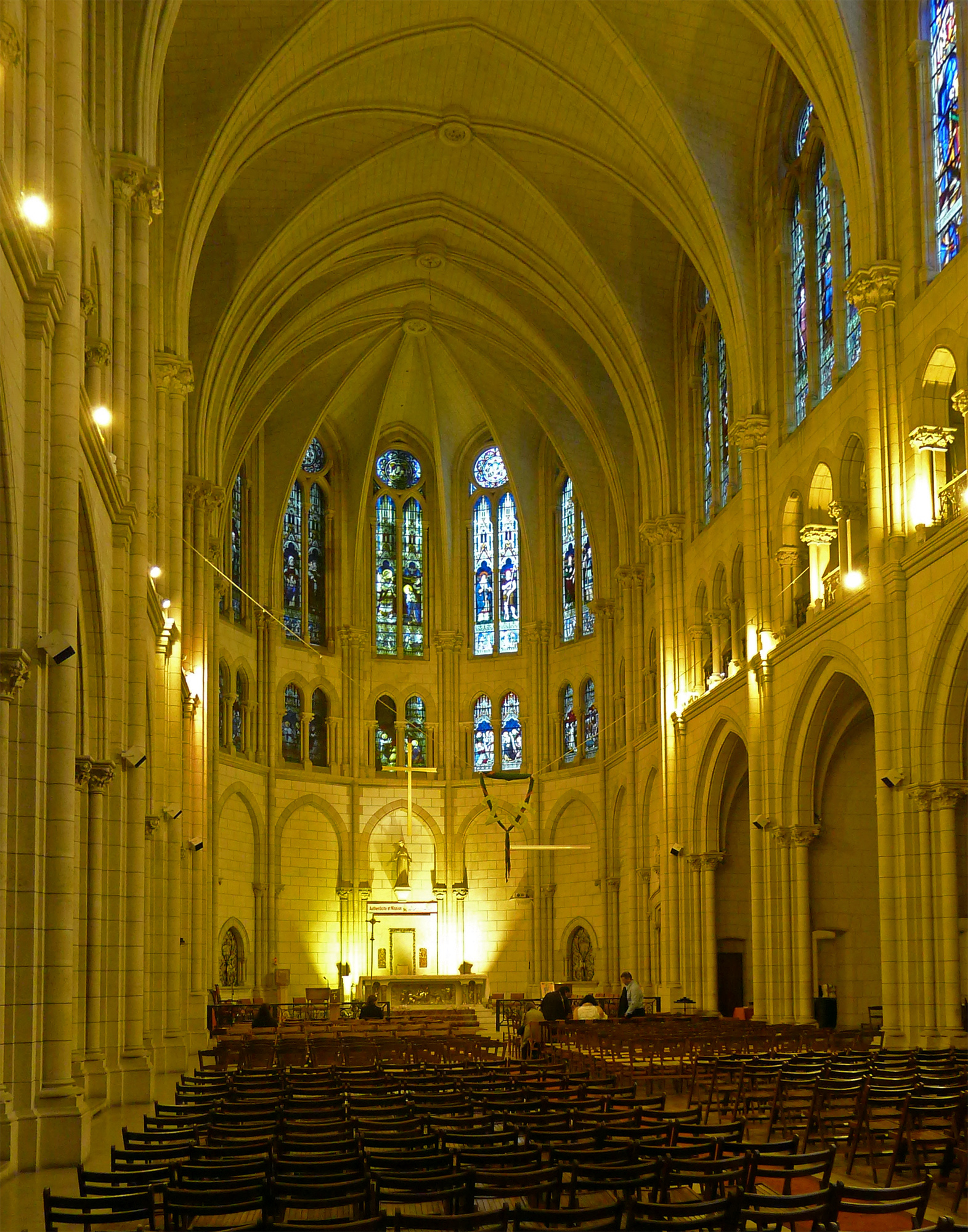
Nawa